# NPR (米国公共ラジオ放送)
NPR（エヌ・ピー・アール）は、以前ナショナル・パブリック・ラジオ（アメリカ英語: National Public Radio）と呼ばれていた公共放送であり、アメリカ合衆国の非営利団体の公共放送用番組の作成・配布を行う。自身では電波に載せる放送は行わず、放送は有料会員の1,000局を超える全米の放送局で行われ、これら会員は地方政府関連の外郭団体、州立大学による放送局が多い。2010年より、それまで略称であったNPRを正式名称とした。会員放送局の番組の放送は電波でだけでなく、各放送局のインターネットでも配信されるので、国内だけでなく海外でも聞くことができる。

## 概要

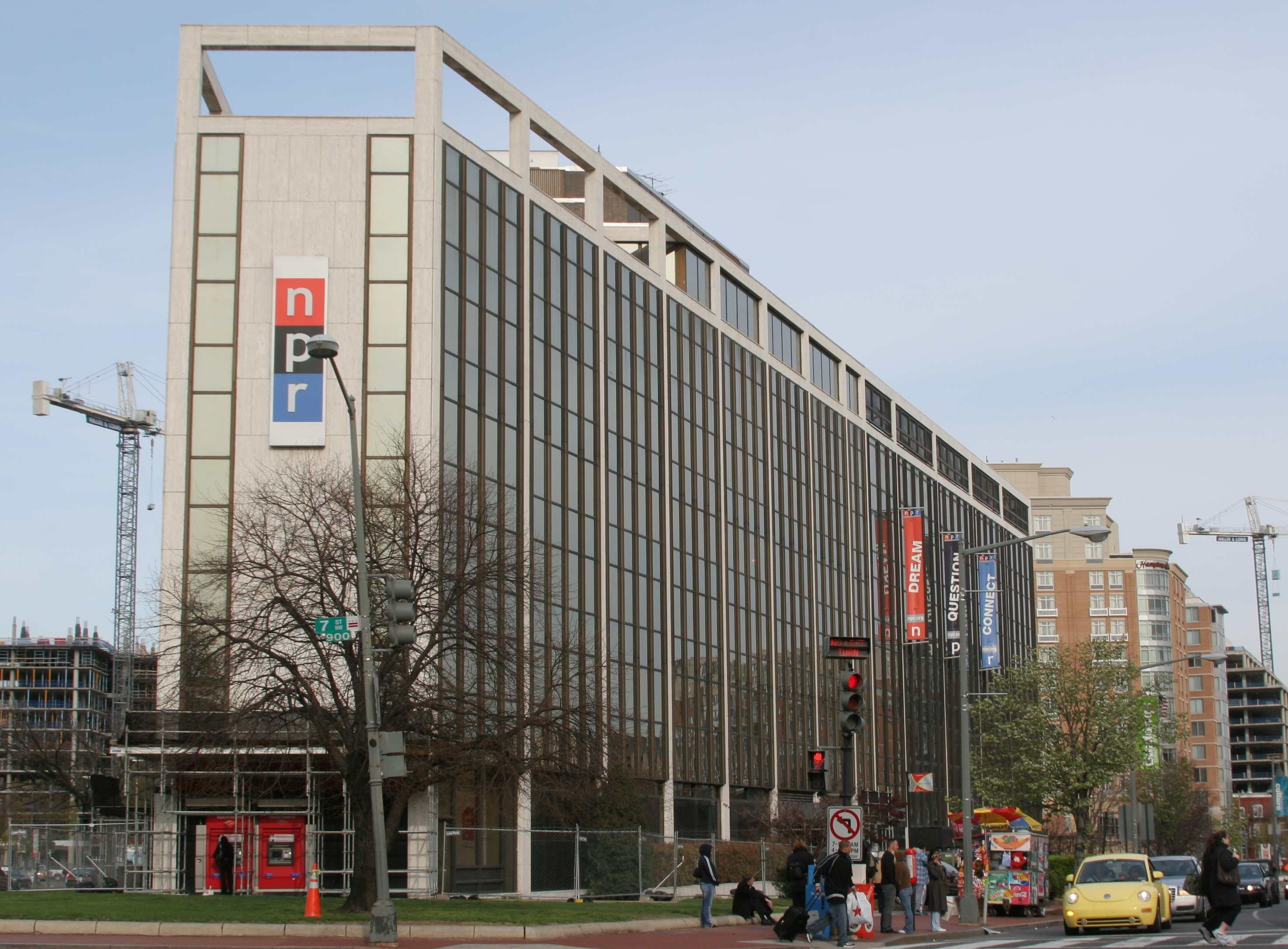
ワシントンD.C.にあるNPR本部

NPRは1971年4月にアメリカ公共放送社（CPB）によってナショナル・パブリック・ラジオ(全国教育ラジオ放送)として設立された。前身はNERN（National Educational Radio Network、全国教育ラジオネット）。本部はワシントンD.C.にあり、現在はNPRを正式名としている。約900の加盟局に番組を配信、組織化するとともに独自編成によるインターネット放送や、加盟局のストリーミングサービスの代行を行っている。加盟局そのものが独自の組織体であり、編成権は各放送局に委ねられている。加盟局はNPR以外の公共ネットワークから番組の配信を受けることもできる（日本語でいうクロスネット局）。
NPR独自制作の番組のほか、加盟局制作の番組も配信する。独自番組はニュース・文化系が中心であり、通勤時間帯に放送されるワイド番組『Morning Edition』（聴取者は全国で1400万人と言われる看板番組）および『All Things Considered』がある。クラシックやジャズなどの音楽番組も制作している。日本放送協会（NHK）など、海外の放送局が制作した番組も一部放送している。
NPRの予算は、12%が連邦および州政府からの交付金、50%が聴取者とスポンサーからの寄付金、残りは財団や大学などから提供される。なお、連邦政府からの交付金は運営予算の1%未満であり（このため、国営放送ではない）、予算自体もNPRを対象として議決された訳ではなく、様々な競争的資金を獲得したものである。

## NPR会員局
NPRの会員局および公共放送ラジオ会社のいくつかを下に挙げる。州によっては、ひとつの局が州全体を中継局、リピーターでカバーしている。
- KPCC - カリフォルニア州南部
- KQED公共放送社 - カリフォルニア州北部
- WABE - ジョージア州アトランタ
- WAMU - ワシントンD.C.
- WBEZ - イリノイ州シカゴ
- WBUR, WGBH etc. - マサチューセッツ州ボストン
- WQED - ペンシルベニア州ピッツバーグ
- WHYY - ペンシルベニア州フィラデルフィア
- North Carolina Public Radio Association - WUNC（ノースカロライナ州東部）、WFAE （同州西部）など
- WWNO - ルイジアナ州ニューオーリンズ
- ニューヨーク・パブリック・ラジオ - ニューヨーク州ニューヨーク市および付近（WNYCなど）
  - ニュージャージー・パブリック・ラジオ - 上記の子会社で、ニュージャージー州北東部（WNJPなど）
- ハワイ・パブリック・ラジオ - ハワイ州全体で、HPR1（KHPR、ニュース中心）とHPR2（KIPO、クラシック音楽中心）がある
- Northwest Public Radio - ワシントン州立大学からワシントン州、オレゴン州、アイダホ州をカバー

など

## 関連組織
米国の公共ラジオ放送に関連した非営利組織に、次の3つがあったが、1つは他と合併して2つになっている。

### Public Radio International
パブリック・ラジオ・インターナショナル（略称：PRI）は、本部が東海岸にあるナショナル・パブリック・ラジオ（NPR）に対して、1983年に本部が中西部のミネソタ州セントポールにある組織として設立されたもので、自身でも850局を持っていた。イギリスBBCのラジオ放送を米国へ取り次いでいて、BBCとWGBH-FMと共同制作の番組「ザ・ワールド」（The World）もよく知られていた。2019年にPublic Radio Exchangeへ合併して業務をそちらへ移し、消滅した。

### American Public Media
アメリカン・パブリック・メディア（略称：APM）（本社：ミネソタ州セントポール、略称：APM）は、1994年にPublic Radio International（当時の名称はAmerican Public Radio）から番組を引き継いだ組織で、現在はNPR社に次いで多くのプログラムを公共ラジオのために作成していて、自身でもミネソタ州と南カリフォルニア州で公共ラジオ放送局を持っている。週末のカントリー・ミュージック番組「ライブ・フロム・ヒア」（Live from Here、旧称：プレーリー・ホーム・コンパニオン）、週日のビジネス情報番組「マーケットプレース」（Marketplace）がよく知られている。

### Public Radio Exchange
パブリック・ラジオ・エクスチェンジ（略称：PRX）は2003年に開設された組織で（本社：マサチューセッツ州ケンブリッジ）、公共ラジオ放送をインターネットで配信すると同時に、番組の評論を交流できるサービスを提供している。

## ディジタル・メディア
NPRは1990年代からディジタル・メディアを重視している。その為、会員放送局やリスナーがインターネットでも聴くことができる。

### NPR One
NPRは2014年にiOSおよびAndroid向けにNPR Oneを発表して、これは2016年にニューヨーク・タイムズ紙がベスト・アプリに選んでいる。

## 番組
おもな番組を、制作・配布関係で３つの分野に大きく分類して以下に挙げる。また、各会員放送局ではこれらの番組以外にも、独自の番組を放送している。

### NPR制作の番組

#### ニュースなど
- All Things Considered - 夕方のニュース。
  - Weekend All Things Considered - 土・日の夕方のニュース。
- Morning Edition - 朝のニュース。
  - Weekend Edition - 土・日のニュース番組。クロスワードパズルで人気のNYTパズル編集者Will Shortzによって、前週の「ワードパズル」（Word Puzzle）の正解と当選者へのインタビュー、今週のパズルの出題を含む。
- Here and Now - 昼に放送されるニュースの話題 (ボストンのWBURとの共同制作)。

#### 文化関係
- Ask Me Another -  Ophira Eisenberg がホステスを勤めるトリビア・クイズ番組 (WNYCとの共同制作)。
- TED Radio Hour - 新しいアイデアに関する番組 (TED (カンファレンス)との共同制作)。
- Wait Wait... Don't Tell Me! - 時事問題に関してPeter Sagalがホストを務める、ユーモラスなパネル番組（シカゴのWBEZとの共同制作）。

### NPRが配布する番組
- 1A - 時事問題のインタビュー番組 (ワシントンDCのアメリカン大学のWAMU制作)[6]
- Fresh Air - Terry GrossとTonya Mosleyによる時の人へのインタビュー (フィラデルフィアのWHYY-FM制作)
- YR Media - 青少年向け番組 (旧：Youth Radio) 休止中[要出典]
- World Cafe - Raina Dourisがホストを務める音楽番組 (フィラデルフィアのWXPN制作)。

### NPRに直接関係ない放送局の番組
NPR以外の公共放送関係機関であるAmerican Public Media (APM)、Public Radio Exchange (PRX、2018年にNPRと合併)、その他になる番組。

#### American Public Media制作
- BBCワールドサービス・ニュース - 深夜にはNPRのニュースが制作されないため。
- Marketplace - 1989年に始まった歴史ある番組で、2005年以降はKai Ryssdalがホストを務める経済関係の番組。
- A Prairie Home Companion - この一時大人気のカントリー・ミュージック番組（Minnesota Public Radioがミネソタ州セントポールのライマン劇場で毎週土曜日夕方公開・制作）は、1974から16年までGarrison Keillorがホストを務め、その後クリス・シーリにLive from Hereとして引き継がれたが、2019年からコロナ禍の影響で中止になった。

#### Public Radio Exchange制作
- The Takeaway - 毎日のニュース (ニューヨーク市のWNYC制作)。
- The World - 国際ニュース
- The Moth Radio Hour - ストーリーテリング (WNYC制作)
- Sunday Puzzle - Will Shortzによるパズル (WNYC制作)

#### WNYC Studios制作
- Science Friday - 毎週金曜日、Ira Flatowがホストの最近話題の科学関係の話題。
- The New Yorker Radio Hour - 2015年に雑誌『ニューヨーカー』が始めたもの。おもにジャーナリストへのインタビューで、現在はDavid Remnickが編集人。

## 論争
論調が政治的にリベラル寄りだとして保守派の政治家、コラムニストなどから批判の対象になることが多く、共和党議員には連邦予算を削減するべきだと主張するものも多い。2010年には「飛行機に乗った際にイスラム教徒がいると不安になる」と発言した人気解説者のファン・ウィリアムズが人種差別的であるとして解雇されたが、この決定をめぐっては処分が厳しすぎるとして批判する者もいた。

### 2011年の隠しビデオ・スキャンダル
以前からNPRの政治傾向に不満を抱いていた保守派の政治活動家ジェームズ・オキーフは、ムスリム同胞団に関連するイスラム団体の関係者だと偽り、500万ドルの寄付金を提供するとNPRに持ちかけた。オキーフは隠しビデオを用意したうえで資金集め担当の重役ロン・シラーと会食し、誘導的な質問によって「現在の共和党、特にティーパーティー運動はキリスト教原理主義そのものだ。キリスト教徒だと呼ぶのもいやだ」「共和党の重鎮は党が過激派に乗っ取られていると話している。彼らはイスラム恐怖症でレイシストだ」とのコメントを引き出し、ビデオを公開した。オキーフは以前にもリベラル系の市民団体ACORNに対して同様の罠を仕掛けて政治問題化させている。
このスキャンダルによりロン・シラーは辞職、さらに議会におけるNPRへの補助金削減への圧力が高まることを懸念してCEOのビビアン・シラー（ロン・シラーと血縁関係はない）も辞職した。

### 化石燃料の広告掲載
国際連合事務総長のアントニオ・グテーレスは、激化する地球温暖化を受けて、NPRをはじめとする大手メディアに化石燃料業界の広告掲載（グリーンウォッシングへの協力）をやめるよう警告しているが、NPRは化石燃料の広告を禁止する代わりに「スポンサーを慎重に扱う」と述べている。

### Twitter上の論争
イーロン・マスクがソーシャルメディアプラットフォームTwitterを買収した後、2023年4月にNPRのメインTwitterアカウントが「アメリカ合衆国 国営メディア（US state-affiliated media）」と指定された。このラベルは通常、ロシアのRTや中国の新華社のような、政府の見解を直接表明する外国の国営報道機関に対して使用されてきたものだった。NPRは政府のプログラムを通して資金を少数しか受け取っていない独立したニュース組織であるため、Twitterによる国営メディアの指定は、幅広く物議を醸す行為だと受け取られた。以前のTwitterのポリシーでは、NPRはイギリスのBBCとともに、編集上の独立性があるため、国営メディアとはみなされないネットワークの例として明示的に言及されていた。この指定に応じて、NPRはメインTwitterアカウントでの活動を一時停止した。
2023年4月8日、TwitterはNPRのアカウントの指定を「国営メディア（state-affiliated）」から「政府出資メディア（government-funded）」 に変更した。4月10日、NPRのリポーターBobby Allynはどうにかしてプラットフォームのオーナーであるイーロン・マスク本人と連絡を取った。Allynのツイートでの報告によれば、マスクはどのニュース組織のアカウントを「政府出資メディア」と見なすべきかを決定するためにWikipediaのカテゴリーページ（en:Category:Publicly funded broadcasters）の一覧を根拠として利用したと説明した。
4月12日、NPRはTwitterでのアカウントの活動を停止することを発表した。NPRはCorporation for Public Broadcastingから「年間3億ドルの年間予算の1％未満」しか受け取っていないにもかかわらず、「政府出資メディア」という「不正確かつ誤解を招く」ラベル付けが行われたことを引用した。NPRはプラットフォーム上の最後の投稿として、スレッド内で代替となるニュースレター、ウェブサイト、ソーシャルメディアのプロファイルへのリンクを共有した。CEOのJohn Lansingは、この決定を説明する従業員へのメールで、個々のNPRジャーナリストとスタッフがTwitterを使用し続けるかどうかは自分で選択することを許可するが、「Twitterを利用し続け、編集の独立性やスタンダードを放棄しているプラットフォームであなたの仕事を共有し続けることは、公共メディアの連邦憲章とそのようなプラットフォームを関連付けることになり、ここであなたたち全員が行っている真剣な仕事に害を及ぼすおそれがあるでしょう」と注意を加えた。NPRがTwitterへの投稿を停止すると、イーロン・マスクは、Twitter上で活動を再開しないと@NPRハンドルを他のユーザーに強制的に再割当てすると脅迫した。